# Tanytarsus longipes
Tanytarsus longipes är en tvåvingeart som först beskrevs av Arkhrorov 1967.  Tanytarsus longipes ingår i släktet Tanytarsus och familjen fjädermyggor. Inga underarter finns listade i Catalogue of Life.